# جاروم بلاك
جاروم بلاك (مكتوب بأسلوب دي جاروم بلاك) هي علامة تجارية إندونيسية للسجائر والكريتيك (السجائر والسيجار المحشوة بالقرنفل)، تمتلكها وتصنعها حاليًا شركة جاروم

## تاريخ
يباع في علبة ممتدة بعرض سيجارتين و بطول عشر سجائر. السيجارة نفسها هي عبارة عن ورق أسود منكه. و تتميز السيجارة بنكهة و طعم و رائحة القرنفل ، كما أن الورق له طعم حلو. إنه مصنوع من التبغ الإندونيسي الطبيعي، ويتم توزيعه على نطاق واسع في جميع أنحاء العالم. 

## الوضع القانوني في الولايات المتحدة
يسري قانون فيدرالي في الولايات المتحدة منذ عام ٢٠٠٩ يجعل من الغير قانوني بالنسبة لمحلات بيع التبغ والمتاجر تداول سجائر تحتوي على نكهات أخرى بخلاف النعناع. يؤثر هذا القانون على علامة سجائر جاروم بلاك وجعلها غير متوفرة للشراء داخل الولايات المتحدة.   
الآن لبيع أي نوع من أنواع الكريتك في الولايات المتحدة، يجب أن تكون مصنفه على أنها سيجار، أي أنها ملفوفة بأوراق التبغ بدلاً من الورق. يتم الآن لف قرتفل الجاروم بلاك الحالية في ورق التبغ. اعتبارًا من عام ٢٠١٠، أصبح دجاروم بلاك متاحًا مرة أخرى في الولايات المتحدة في علبة أصغر حجمًا تتكون علبته من ١٢ سيجارة، وهو أكثر سمكًا من السجائر التي تأتي على شكل ٢٠ سيجارة في العلبة الواحدة.[بحاجة لمصدر]

## الأسواق
سجائر جاروم السوداء كانت أو لا تزال تُباع في أسواق البلدان التالية: البرازيل، المملكة المتحدة، النمسا، بولندا، الهند، إندونيسيا و رومانيا .    